# Ceratophytum tobagense
Ceratophytum tobagense är en katalpaväxtart som först beskrevs av Ignatz Urban, och fick sitt nu gällande namn av Thomas Archibald Sprague och Noel Yvri Sandwith. Ceratophytum tobagense ingår i släktet Ceratophytum och familjen katalpaväxter. Inga underarter finns listade i Catalogue of Life.